# Oberhofen im Inntal
Oberhofen im Inntal è un comune austriaco di 1 778 abitanti nel distretto di Innsbruck-Land, in Tirolo.